# Kišna Reka
Kishnarekë en albanais et Kišna Reka en serbe latin (en serbe cyrillique : Кишна Река) est une localité du Kosovo située dans la commune/municipalité de Gllogoc/Glogovac, district de Pristina (Kosovo) ou district de Kosovo (Serbie). Selon le recensement kosovar de 2011, elle compte 1 504 habitants, dont 1 502 Albanais.

## Démographie

### Évolution historique de la population dans la localité
| 1948 | 1953 | 1961 | 1971 | 1981  | 1991  | 2011  |
| ---- | ---- | ---- | ---- | ----- | ----- | ----- |
| 550  | 577  | 658  | 844  | 1 044 | 1 396 | 1 504 |

|  |